# Vanier
Vanier es una variedad cultivar de ciruelo (Prunus salicina), de las denominadas ciruelas japonesas.
Una variedad de ciruela criada en 1973 en la « "Horticultural Research Institute of Ontario" », Vineland Station, Canadá, como cruce de 'Wickson' x 'Burbank'.
Las frutas de tamaño mediano a grandes tienen piel color rojo intenso con pequeñas lenticelas de color marrón amarillento en la cáscara, y pulpa de color amarillo anaranjado es de textura firme y muy jugosa. Los frutos tienen un alto contenido de azúcar. Tolera la zona de rusticidad delimitada por el departamento USDA, de nivel 5 a 8.

## Historia
'Vanier' variedad de las denominadas ciruelas japonesas que fue obtenida en 1930 por M.B. Davis en la « "Horticultural Research Institute of Ontario" », Vineland Station, Canadá, como cruce de 'Wickson' como "Parental Madre" x polen de 'Burbank' como "Parental Padre".
'Vanier' está cultivada en diversos bancos de germoplasma de cultivos vivos, tales como en National Fruit Collection (Colección Nacional de Fruta) de Reino Unido con el número de accesión: 1984-065 y Nombre Accesión : Vanier. Fue introducida en los circuitos comerciales en 1984.

## Características
'Vanier' árbol de porte pequeño crece de moderado a exuberante, el hábito se forma semi erecto, luego a extendido. Se recomienda adelgazamiento debido a la gestación abundante. El Vanier es sensible a los ácaros y susceptible a la mancha bacteriana, su resistencia al nudo negro se considera aceptable. Es auto estéril siendo buenos polinizadores 'Santa Rosa', 'Methley', y 'Vampire'. Flor blanca, que tiene un tiempo de floración que comienza a partir del 13 de abril con el 10% de floración, para el 18 de abril tiene una floración completa (80%), y para el 29 de abril tiene un 90% de caída de pétalos.
'Vanier' tiene una talla de tamaño mediano a grande de forma ovalada redondeada, ligeramente asimétrica, con peso promedio de 75.50 g;epidermis tiene una piel color rojo intenso con pequeñas lenticelas de color marrón amarillento en la cáscara, recubierta de abundante pruina, fina, azulada; sutura con línea poco visible, de color algo más oscuro que el fruto. Situada en una depresión muy suave, algo más acentuada junto a cavidad peduncular; pedúnculo de longitud mediano, fuerte, con una longitud promedio de 18.41mm; pulpa de color amarillo anaranjadoes de textura firme y muy jugosa. Los frutos tienen un alto contenido de azúcar.
Hueso muy adherente, grande, alargado, asimétrico, con el surco dorsal muy ancho y profundo, los laterales más superficiales, zona ventral poco sobresaliente, superficie rugosa.
Su tiempo de recogida de cosecha se inicia en su maduración en la segunda decena de agosto. Crece en atractivos racimos similares a las uvas y madura a mitad de temporada, unos diez días antes que Stanley.

## Usos
Se usa comúnmente como postre fresco de mesa buena ciruela de postre de fines de verano.
También se usa por su alto contenido de azúcar lo convierte en una excelente opción para enlatar y secar.